# Viliami Tangi
Viliami Ta'u Tangi, Lord Tangi de Vaonukonuka, es un político tongano. Se ha desempeñado como Ministro de Salud y Vice primer ministro de Tonga.
Tangi se formó como médico y fue Cirujano Jefe en el Hospital Vaiola de Nukualofa, antes de mudarse a Australia. Regresó a Tonga después de haber sido nombrado Ministro de Salud. Como ministro, ocupó un escaño en el Parlamento de Tonga, pero no fue un representante electo.
Tras las reformas democráticas en 2010, el Dr. Tangi impugnó las elecciones, pero no pudo ganar un escaño. El 30 de diciembre de 2010, el rey Jorge Tupou V lo nombró compañero de vida tongano como Lord Tangi de Vaonukonuka.